# Pennsylvania Dutch
I Pennsylvania Dutch (Pennsilfaanisch Deitsch, in italiano "tedeschi della Pennsylvania") sono i discendenti di popoli che, provenienti prevalentemente dalla Germania sud-occidentale (Renania-Palatinato e Baden-Württemberg) e, in parte minore, dall'Alsazia e dalla Svizzera, emigrarono verso gli USA e in particolar modo in direzione della Pennsylvania, tra la fine del XVII secolo e la fine del XVIII secolo.
I tedeschi della Pennsylvania appartengono a diversi credo religiosi, la maggior parte sono luterani, riformati e anabattisti. Culturalmente molto legati alle tradizioni importate dai primi emigranti in suolo statunitense, mantennero anche una propria lingua, derivata del tedesco del Palatinato o tedesco palatino, che è appunto il tedesco della Pennsylvania (Pennsilfaanisch Deitsch). Al termine della seconda guerra mondiale, però, l'uso di questa lingua fu soppiantato dall'inglese. Continuano a parlarla i Mennoniti e gli Amish del Vecchio Ordine.
La parola "Dutch" non significa "olandese"/"neerlandese", ma deriva molto probabilmente dalla corruzione dell'endonimo "Deitsch", che è una variante locale dell'endonimo tedesco moderno "Deutsch", che significa appunto tedesco.